# دانشگاه آدلفی
دانشگاه آدلفی (به انگلیسی: Adelphi University) تأسیس ۱۸۹۶، یکی از دانشگاه‌های خصوصی ایالات متحده آمریکا بوده و در لانگ آیلند در نیویورک واقع است.